# Bürgermedaille der Stadt Dreieich
Mit der Bürgermedaille der Stadt Dreieich ehrt die südhessische Stadt Dreieich im Landkreis Offenbach Bürgerinnen und Bürger für langjährige Verdienste und besondere Leistungen um die Stadt Dreieich. Die Erstverleihung fand 1988 statt.
Die Medaille wird in den Varianten „Gold“ und „Silber“ verliehen. Vorschläge können alle Dreieicher Bürger einreichen. Von der Vergabe ausgeschlossen sind Mitglieder der Stadtverordnetenversammlung, der Ortsbeiräte und des Magistrats der Stadt Dreieich. Die Entscheidung über eine Vergabe trifft der Beirat für Ehrungen unter dem Vorsitz des Bürgermeisters oder seines Stellvertreters. Aufgrund ihres herausgehobenen Charakters erfolgt die Vergabe der Bürgermedaille in unregelmäßigen Abständen. Die Bürgermedaille in Gold soll die Zahl von zehn Trägerinnen bzw. Trägern nicht übersteigen.
Die Medaille zeigt auf der Vorderseite das Wappen der Stadt und die Beschriftung „Stadt Dreieich“, auf der Rückseite den Schriftzug „Für hervorragende Verdienste“.

## Preisträger

### Bürgermedaille in Gold
- 1988: Max Seydenschwanz
- 1995: Hans Meudt
- 2000: Herbert G. Haischmann

### Bürgermedaille in Silber
- 1988:	 Rudolf Mietdank
- 1988: Heinrich Runkel
- 1995: Erich Scheid
- 2000: Walter Raffius